# Cameltry
Cameltry ist ein Computerspiel von Taito, das 1989 für die Arcaden und 1992 für das SNES veröffentlicht wurde. Außerhalb Japans ist es als On the Ball bekannt.
Ziel des Spiels ist es, eine Kugel durch labyrinthartige Level zu steuern. Im Gegensatz zu ähnlichen Spielen wie Marble Madness und Cloud Kingdoms wird hier aber nicht die Kugel selbst gesteuert, sondern die Spielwelt wird von dem Spieler gedreht, und die Kugel setzt sich dann, der simulierten Schwerkraft folgend, in Bewegung. Durch geschicktes Drehen muss so die Kugel durch verschlungene Wege und vorbei an verschiedenen Hindernissen manövriert werden. Daneben gibt es Blöcke, bei deren Berührung dem Spieler Zeit gutgeschrieben oder abgezogen wird.
Neben dem Gamepad kann das Spiel auch mit der SNES-Maus gesteuert werden.
Mit Mawashite Koron hat Taito 2005 in Japan eine Neuauflage für den Nintendo DS herausgebracht. 2007 wurde es unter dem Namen Labyrinth auch in Nordamerika und Europa veröffentlicht.